# Pedro de Lima Mendes
Pedro de Lima Mendes (Rio de Janeiro, 30 de junho de 1920 - Rio de Janeiro, 31 de julho de 1946) foi um militar brasileiro. 

## Carreira
Durante a Segunda Guerra Mundial, realizou 95 missões de combate na Campanha na Itália pela Força Aérea Brasileira. Ao regressar ao Brasil, continuou a carreira militar, sendo instrutor de voo na Base Aérea de Santa Cruz. Morreu em um acidente durante instrução em 1946.
Atualmente os jogos militares internos da Escola Preparatória de Cadetes do Ar em Barbacena-MG é chamado de "Troféu Lima Mendes" em sua homenagem, em que disputam as três turmas da EPCAr, (1º, 2º e 3º ano).
A Competição é um dos momentos marcantes da passagem do aluno pela EPCAR.A sadia rivalidade entre as torcidas, uma atração à parte, é muito grande.
Tradicionalmente os alunos da última série vencem as competições. Em 1973, os alunos do 2o. ano (Turma EPCAR 72) lograram vencer a competição, quebrando um tabú de mais de 2 décadas, feito esse só muito mais tarde repetido.
Foi integrante do primeiro grupo de aviação de caça brasileiro, sendo sua caricatura, base para ser pintado o símbolo deste Grupo... o SENTA A PUA.

## Condecorações

### Brasil
- Medalha da Campanha da Itália
- Cruz de Aviação Fita A
- Medalha da Campanha do Atlântico Sul

### EUA
- Distinguished Flying Cross
- Air Medal com palma
- Citação Presidencial de Unidade - coletiva

### França
- Croix de Guerre com palma